# 1343
1343 (MCCCXLIII) var ett normalår som började en onsdag i den julianska kalendern.

## Händelser

### Maj
- 21 maj – De svenska trupperna som rest till Estland, kommer för sent för att delta i kriget, varför inget särskilt inträffar och man sluter fred.

### Juli
- 17 juli – Fred sluts mellan Sverige och hansestäderna i Helsingborg.

### November
- 18 november – Fred sluts mellan Sverige och Danmark i Varberg. Magnus Eriksson avstår från territorier väster om Öresund, medan Valdemar Atterdag avstår från Skånelandskapen och bekräftar Sveriges innehav av dem. I freden utnämns också Magnus son Håkan Magnusson formellt till kung av Norge, dock med fadern som förmyndare.

### Okänt datum
- Svenska trupper beger sig till Estland för att stödja det danska styret där under Sankt Görans-nattens uppror.

## Födda
- Sten Bengtsson (Bielke), svensk riddare och riksråd samt marsk 1374–1387.
- Nang Keo Phimpha, regerande drottning av Laos.

## Avlidna
- 20 januari – Robert I av Neapel, kung av Neapel.